# The Ragpicker's Dream
The Ragpicker's Dream je tretji samostojni studijski album Marka Knopflerja, ki je izšel leta 2002. 

## Pesmi v mednarodni izdaji
1. "Why Aye Man"   – 6:14
2. "Devil Baby"   – 4:05
3. "Hill Farmer's Blues"   – 3:45
4. "A Place Where We Used To Live"   – 4:34
5. "Quality Shoe"   – 3:56
6. "Fare Thee Well Northumberland"   – 6:29
7. "Marbletown"   – 3:33
8. "You Don't Know You're Born"   – 5:21
9. "Coyote"   – 5:56
10. "The Ragpicker's Dream"   – 4:20
11. "Daddy's Gone To Knoxville"   – 2:48
12. "Old Pigweed"   – 4:34

## Pesmi na - limited edition bonus CDju (Združeno kraljestvo & Kanada)
1. "Why Aye Man" (live at Shepherds Bush Empire)
2. "Quality Shoe" (live at Shepherds Bush Empire)
3. "Sailing to Philadelphia" (live in Toronto)
4. "Brothers in Arms" (live in Toronto)
5. "Why Aye Man" (enhanced video)

## Sodelavci
- Mark Knopfler - kitare in vokal
- Guy Fletcher - klaviature, spremljevalni vokal ("You Don't Know You're Born")
- Glenn Worf - bas kitara
- Richard Bennett - kitare
- Jim Cox - klavir, orgle Hammond
- Chad Cromwell - bobni

### Dosežki albuma
| Leto | Lestvica                        | Najvišji položaj |
| ---- | ------------------------------- | ---------------- |
| 2002 | Norveška lestvica albumov       | 1                |
| 2002 | Nizozemska lestvica albumov     | 2                |
| 2002 | Španska lestvica albumov        | 2                |
| 2002 | Belgijska lestvica albumov      | 4                |
| 2002 | Francoska lestvica albumov      | 4                |
| 2002 | Nemška lestvica albumov         | 4                |
| 2002 | Italijanska lestvica albumov    | 5                |
| 2002 | Švedska lestvica albumov        | 5                |
| 2002 | Švicarska lestvica albumov      | 5                |
| 2002 | Danska lestvica albumov         | 7                |
| 2002 | Finska lestvica albumov         | 7                |
| 2002 | Francoska lestvica albumov      | 7                |
| 2002 | UK Albums Chart                 | 7                |
| 2002 | Novozelandska lestvica albumov  | 8                |
| 2002 | Portugalska lestvica albumov    | 8                |
| 2002 | Avstrijska lestvica albumov     | 9                |
| 2002 | Slovenska lestvica albumov      | 12               |
| 2002 | Poljska lestvica albumov        | 14               |
| 2002 | Canada CRIA lestvica albumov    | 18               |
| 2002 | Islandska lestvica albumov      | 22               |
| 2002 | Billboard 200                   | 38               |
| 2002 | Madžarska lestvica albumov      | 41               |
| 2002 | Australia ARIA lestvica albumov | 45               |
| 2002 | Češka lestvica albumov          | 66               |

## Dosežki
| Organizacija              | Naklada | Datum            |
| ------------------------- | ------- | ---------------- |
| BPI – Združeno kraljestvo | Srebrna | 11. oktober 2002 |
| IFPI – Švica              | Zlata   | 2002             |
| SNEP – Francija           | Zlata   | 11. junij 2003   |